# Tama Drums
Tama Drums, internazionalmente conosciuta solo con il nome Tama, è un marchio di proprietà dell'industria giapponese Hoshino Gakki Group.
Sotto il suo nome vengono prodotti strumenti musicali a percussione, in particolare le batterie. Tama è tra i marchi più altisonanti nel campo delle percussioni ed è sostenuta da un gran numero di endorser (in massima parte rock e heavy metal, oltre a Pop, Funky e Jazz).

## Storia
Il marchio vide la luce nel 1962 per iniziativa di Junpei Hoshino, familiare di Matsujiro Hoshino, fondatore della Hoshino Gakki, inizialmente nel 1965, si chiamava semplicemente Star e anni dopo cambiò nome in Tama che era il nome della moglie di Hoshino, che in giapponese significa "gioiello".
Come la Hoshino Gakki, la Tama produsse strumenti musicali a corda e amplificatori, fino al 1966. La Tama iniziò ad affermarsi sul mercato musicale a metà anni settanta, grazie ai suoi prezzi molto vantaggiosi.
Infatti, il mogano filippino usato dall'azienda giapponese risultò più conveniente rispetto al costoso acero offerto dalle occidentali Rogers, Ludwig e Slingerland.
Sempre in questo periodo, la Tama e la Drum Workshop acquistarono la fallita "Camco Drum Company". L'accordo tra le due parti prevedeva l'acquisizione di attrezzature e impianti di produzione da parte della Drum Workshop, invece il nome, i progetti e di diritti di brevetto spettarono alla Tama. Grazie a questo affare, l'azienda giapponese subì un grande incremento a livello qualitativo e riuscì a raggiungere un ottimo livello competitivo con le case occidentali, soprattutto quelle statunitensi, fino a quel momento leader nel mercato delle percussioni.
La Tama fu anche tra le prime aziende ad aver introdotto aste meccaniche molto pesanti e salde, che presentavano un sistema di montaggio proprio, a differenza di molte altre aziende che proponevano meccaniche, obbligatoriamente, da attaccare ai fusti dei tamburi. L'azienda ha anche inventato l'Octoban, tamburo dal fusto di lunghezze diverse e dal diametro piccolo, e il Gong Bass Drum, che sono usati largamente da numerosi batteristi moderni.

## Prodotti
La Tama divenne famosa verso gli anni ottanta in particolare grazie a due serie di batterie (delle quattro allora prodotte), ovvero la serie "Superstar" (da non confondere con l'odierna omonima prodotta per i musicisti semi-professionisti) in legno di betulla e la Imperial Star (oggi prodotta, bizzarramente con lo stesso nome commerciale, ma piuttosto intesa come modello "entry"), in mogano africano..(7strati..), ma con fusti trattati internamente con speciali vernici (cd. "Zola coat") ed esternamente rifasciati con pellicole colorate ad alta resistenza adatte per l'uso professionale live. È da notare che la Tama negli anni ottanta non usava l'acero ma solo il mogano e la betulla. 
Le altre due serie prodotte (più economiche ma di ottimo livello) erano rispettivamente la "Royal star" e la "Swing star", entrambe simili esternamente alla "Imperial Star" ma di legno di pioppo e Grainwood.
Caratteristica particolare dei prodotti Tama dell'epoca è l'utilizzo di hardware di sostanziale ottima qualità per tutte le serie (simili fra loro anche se con varianti che ne differenziavano comunque le caratteristiche di impiego, come ad es. diametri differenti delle tubolature, accessori specifici, memorie, rinforzi ulteriori, etc.). Un accessorio comune a tutte le serie era ad esempio il dispositivo brevettato di sostegno dei tom-tom (denominato "omniball"), introdotto nel 1983 ed in grado di sostenere carichi elevatissimi senza muoversi (la reclame dell'epoca diceva "regge il peso di 5 Toyota").
Venivano comunque prodotti anche fusti in fibra (ad es. gli octoban a cui si deve a Tama assieme a famosi batteristi es:Stewart Copeland e Billy Cobham l'idea innovativa per lo sviluppo e produzione commerciale e la serie Fiber Star),o in metallo.
La serie dei rullanti più prestigiosa per l'epoca (1982) della Tama era comunque quella detta "Mastercraft" e prevedeva 5 diversi modelli, tutti del diametro da 14" e con il medesimo hardware (esclusi i blocchetti diversi per le varie lunghezze dei fusti), ma con dimensioni (altezze dei fusti) e materiali differenti. Il più noto e costoso,era senza dubbio il rullante Mastecraft "Bell Brass" ricavato per tornitura da un getto di ottone a sezione circolare a forte spessore (12 mm), ridotto poi di macchina a 3 mm (nei primissimi modelli addirittura a 5 mm con l'esterno lasciato non tornito),divenuto un "must"negli studi di registrazione dell'epoca anni 80-90 ed un "cult"oggigiorno, anche a seguito della riedizione in onore del quarantennio Tama...,(vedi "Tama 40th reissue anniversary ).Seguivano, nell'ordine di prezzo, il cosiddetto Mastercraft "Rosewood" in legno omonimo, il "Fibreglass" in fibra di vetro nera, il Mastecraft "Artwood" in legno di betulla (di vari colori esternamente) e lo "Steel" in acciaio. Tutti questi rullanti sono estremamente pesanti e soprattutto pensati per l'uso professionale intensivo.
Per quanto riguarda l'hardware (aste portapiatto, hi-hat, etc.) dopo le prime serie degli anni '70 (Altair, Hi-ace, Stage-ace, Band-ace, Stage-star, Stage-king e Stage-master etc.) ormai molto rare e comunque relativamente poco diffuse anche all'epoca, la rivoluzione mondiale avvenne agli inizi degli '80 con l'introduzione delle tre serie "storiche" della Tama, la "Mercury" (la più leggera, di serie con i set Swingstar e Royalstar), la "Titan" e la "Spartan" (di serie con i set Superstar ed Imperialstar). La serie Titan (caratterizzata dalla classica "doppia gamba") ha praticamente influenzato tutte le aste prodotte da allora in poi anche dagli altri brand e sopravvive ancora oggi, anche se con nomi commerciali diversi. Si trattava in generale di materiali di ottima fattura, sia quanto a robustezza e durevolezza, sia quanto a spessore di cromatura. La serie "Spartan" la più costosa al tempo era dotata di gambe in alluminio ed aveva i gommini di appoggio ribaltabili per adattarsi ad ogni tipo palco (per dare un'idea una asta "Spartan" del tipo "boom" costava in Italia nel 1980 circa 120.000 Lire). Molti batteristi sono passati alla Tama in quell'epoca proprio per l'evidente superiorità dell'hardware della casa giapponese rispetto alla concorrenza.
Da menzionare anche i pedali per la cassa, dei quali il più noto era il cd. modello "King Beat", con funzionamento a molla/camma (usato fra gli altri da Billy Cobham e Stewart Copeland). Seguivano l'"hi-beat" (con sostegno molla girevole e regolabile) ed infine il "flexy -flyer", molto semplice e di serie con i set più economici. Infine è da citare anche infine il "Camco" (ancora oggi in produzione), usato da Elvin Jones fra gli altri. 
Sempre verso gli anni ottanta (1983) esce un prestigioso e particolare modello di tama chiamato artstar. Molto pregiata e ricercata è infatti la tama artstar costruita usando internamente ed esternamente il legno cordia (al centro era betulla) che conferiva a tutti i tamburi una insuperabile eleganza ed una particolarissima sonorità.
Negli anni novanta la casa giapponese conosce un certo declino ma nel decennio successivo con i modelli Starclassic e gli accessori collegati, riprende vigore e torna ad essere uno dei marchi di riferimento per i professionisti.
La Tama produce diversi set composti solitamente da una grancassa, due tom-tom ed un timpano, integrabili con una seconda grancassa ed un numero maggiore di tom-tom. 
La Tama oggigiorno commercializza set divisi in varie serie, da quelle più professionali e di conseguenza costose, a quelle più economiche e quindi per principianti.
- "Starclassic Maple": realizzata in acero, è divenuta la scelta dei batteristi di numerose band hard rock ed heavy metal,
- "Starclassic Bubinga Omnitune": realizzata in legno di Bubinga (legno rossastro di provenienza africana detto anche "Palissandro d'Africa"). I fusti di questa serie sono caratterizzati da nuovi blocchetti tendi pelle che permettono una accordatura efficace e veloce agendo solo sui tiranti della pelle battente.
- "Starclassic Bubinga": come sopra ma con l'utilizzo dei normali blocchetti tendi pelle.
- "Starclassic Performer B/B": realizzata con un mix di Betulla e Bubinga ed avente misure standard per i fusti.
- "Starclassic Performer B/B EFX": come sopra ma con misure e finiture particolari.

"Superstar": totalmente realizzata in betulla, si divide in "Superstar Custom Hyper Drive", "Superstar EFX Hyper Drive", "Superstar Hyper Drive".
- "Silvestar": nuova serie, realizzata anch'essa in betulla, che sostituisce il modello superstar.
- "Imperialstar": pensata per il mercato delle batterie economiche.

La Tama ha prodotto il set Rockstar che, pur se qualitativamente di livello leggermente inferiore alle più professionali "Starclassic", ha avuto un grande successo commerciale.
Oltre a produrre una linea di accessori che spazia dalle custodie alle bacchette, dalle cordiere per rullante a supporti vari, la Tama produce anche una linea Hardware con la nota sigla "Iron Cobra", ossia aste e pedali.  La Tama produce anche una linea di rullanti, tra cui sono degni di nota quelli appartenenti alla serie signature realizzati appositamente per alcuni batteristi professionisti come Mike Portnoy, Stewart Copeland, Bill Bruford, Lars Ulrich, David Silveria, John Tempesta, Simon Phillips, Kenny Aronoff, John Blackwell.
Oltre a tale serie, è in produzione una linea di rullanti da collezione denominata "Warlord" che si divide in 5 tipi:
- "Athenian": costruito in ottone da 1mm, il nome fa riferimento agli Ateniesi dell'Antica Grecia.
- "Praetorian": costruito in ottone da 3 mm, il nome fa riferimento alla guardia Pretoriana della Roma Imperiale.
- "Spartan": costruito in Acciaio Inox da 1mm, il nome fa riferimento ai guerrieri Spartani.
- "Valkyrie": costruito con 15 strati di Acero, il nome fa riferimento alle Valchirie, divinità della mitologia norrena.
- "Masai": costruito con 12 strati di Bubinga, il nome fa riferimento ai guerrieri Africani Masai.

## Batteristi che usano e hanno usato batterie Tama
- Tim Alexander (Primus)

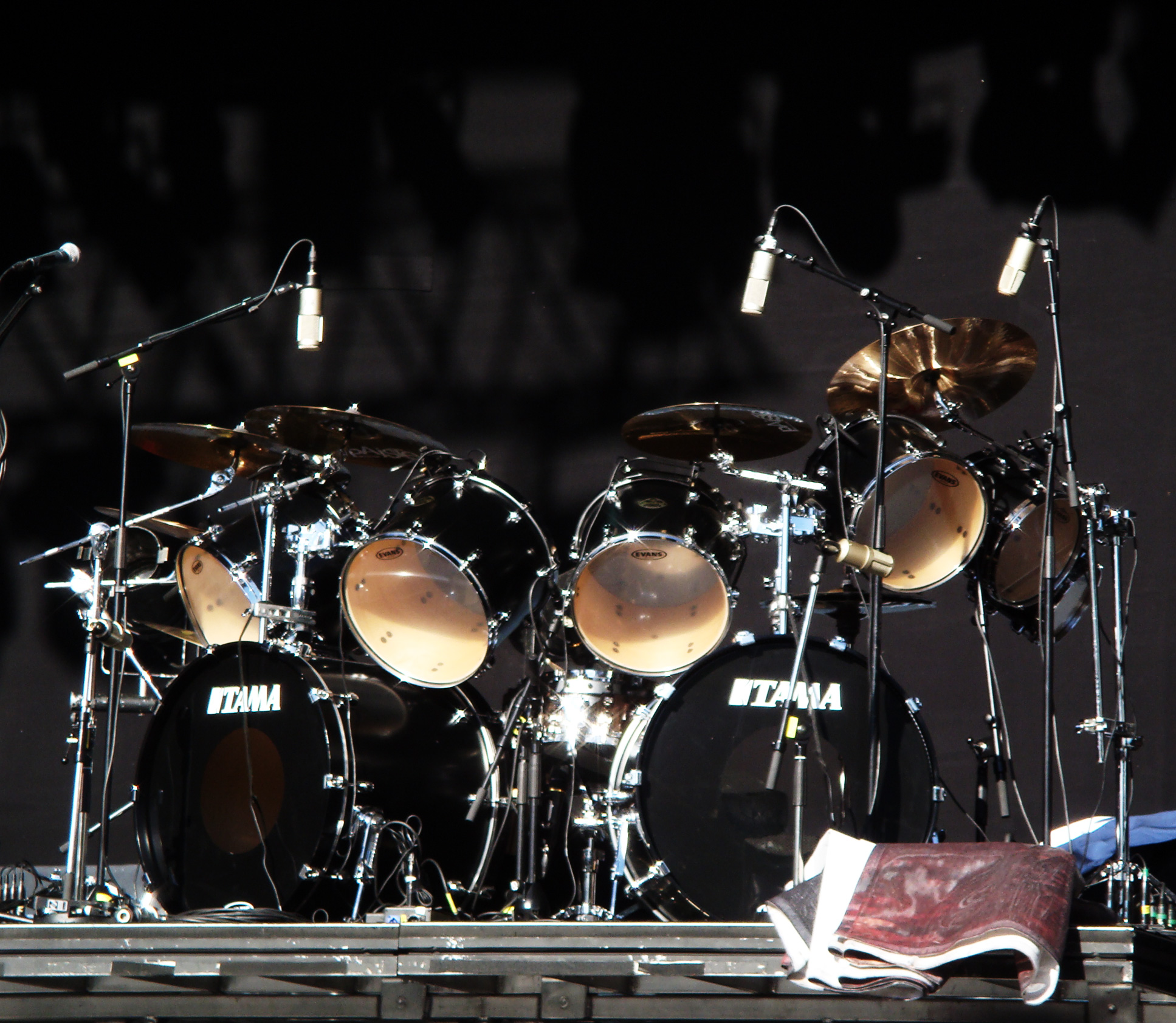
La Tama Artstar Custom a doppia cassa

- Peter Erskine (Weather Report, Steps Ahead)
- Franz Di Cioccio (P.F.M.)
- Magnus "Adde" Andreasson (Hardcore Superstar)
- Kenny Aronoff (Melissa Etheridge, Alice Cooper, Elton John)
- Frank Beard (ZZ Top)
- Charlie Benante (Anthrax, S.O.D.)
- Jason Bittner (Shadows Fall)
- John Blackwell (Prince, Justin Timberlake)
- Maurizio Boco (BFH, Amii Stewart, Patty Pravo, Formula 3)
- Paul Bostaph (Slayer, Testament)
- Christian Bass (Heaven Shall Burn)
- Bill Bruford (King Crimson, Yes, Earthworks)
- Walter Calloni (P.F.M., Fabrizio De André, Ivano Fossati, Ornella Vanoni)
- Patrick Carlsson (Evergrey, Behead)
- Peder Carlsson (Backyard Babies)
- Randy Castillo (Ozzy Osbourne, Lita Ford, Mötley Crüe)
- Billy Cobham (Billy Cobham Band, Miles Davis, Mahavishnu Orchestra)
- Furio Chirico (Arti e Mestieri, The Trip)
- Stewart Copeland (The Police)
- Dale Crover (Melvins)
- Abe Cunningham (Deftones)
- Brann Dailor (Mastodon)
- John Dolmayan (System of a Down)
- Alfredo Golino (Eros Ramazzotti, Mina, Vasco Rossi, Fiorella Mannoia)
- Dave Grohl (Nirvana)
- Roberto Gualdi (X P.F.M., Lucio Dalla)
- Anika Nilles
- Ian Haugland (Europe)
- Taylor Hawkins (Foo Fighters)
- Yoshiki Hayashi (X Japan)
- Raymond Herrera (Fear Factory)
- Dominic Howard (Muse)
- Gary Husband (Allan Holdsworth, John McLaughlin, Jack Bruce)
- Tomoya Kanki (One Ok Rock)
- Uli Kusch (Ride the Sky, Helloween, Masterplan)
- Gas Lipstick (HIM)
- Dave Lombardo (Slayer, Fantômas, Grip Inc.)
- Dave Mackintosh (Dragonforce)
- Mike Malinin (Goo Goo Dolls)
- Paul Mazurkiewicz (Cannibal Corpse)
- Dave McClain (Machine Head)
- Jukka Nevalainen (Nightwish)
- Neil Peart (Rush)
- Simon Phillips (Toto)
- Mike Portnoy (Dream Theater, Adrenaline Mob)
- Joel Rosenblatt (Bill Evans, Spyro Gyra)
- Gustav Schäfer (Tokio Hotel)
- Christoph Schneider (Rammstein)
- David Silveria (Korn)
- Yukihiro Takahashi (Yellow Magic Orchestra)
- Roger Andrew Taylor (Duran Duran)
- John Tempesta (Rob Zombie)
- Pat Torpey (Mr. Big)
- Scott Travis (Judas Priest, Racer X)
- Lars Ulrich (Metallica)
- Andrea "Vadrum" Vadrucci (Roy Paci, Cirque du Soleil, Solista)
- Bill Ward (Black Sabbath)
- Joey Waronker (R.E.M., Johnny Cash, Nelly Furtado)
- Ron Welty (The Offspring)
- Carlo Maria Zanivan (Pino Scotto)
- Tommaso Danuti (Linea 26)
- Jimmy Copley (Manfred Mann Hearts Band, Tears For Fears, Go West, Paul Rodgers,Char)
- Cherrisse Osei (Simple Minds)
- Stuart kerr (love & money)
- Matt Thompson (King Diamond)
- Eloy Casagrande (Sepultura)